# 青海省 (中華民国)
青海省（せいかいしょう）は、かつて中華民国に存在した省。

## 管轄区域
管轄区域は現在の中華人民共和国青海省にほぼ相当する。
東と北は甘粛省、西は新疆省及び西庫地方、南は四川省及び西康省と接していた。

## 行政沿革
1928年（民国17年）9月17日、南京国民政府は甘粛省青海地区に青海省を設置することを決定、10月20日に甘粛省西寧道に属した西寧、楽都、大通、巴戎、循化、貴徳、湟源の7県が編入され、西寧県を省会とする方針が策定され、1929年（民国18年）1月20日に正式に青海省が設置された。
1931年（民国20年）8月22日、青海省政府は省内の土司を廃止している。1949年（民国38年）9月5日、中国共産党により西寧が「解放」され中華民国は実効支配権を喪失した。

## 行政区画

### 省会
1945年（民国34年）2月以前は西寧県に、それ以降は西寧市に設置された。
26県を管轄した。1930年（民国17年）廃止。

### 県級行政区画
中華人民共和国成立直前の管轄行政区画はの1市19県2設治局が存在していた。また管轄県が少ないことから1931年（民国20年）6月2日、内政部は『設治局条例』を公布し多くの設治局が設置されたが、その殆どは廃止され、中華人民共和国成立直前は祁連、星川設治局のみであった。
- 西寧市
- 湟中県:旧称は西寧県。1946年1月改称。
- 互助県:1930年8月、西寧県の一部に新設。
- 大通県
- 亹源県:1929年7月、大通県の一部に新設。
- 楽都県:清代の碾伯県。1928年3月改称。
- 民和県:1930年4月、楽都県の一部に新設。
- 循化県
- 共和県:1929年3月、西寧県及び湟源県の一部に新設。
- 同仁県:1929年8月、循化県西部に新設。
- 貴徳県
- 化隆県:1913年4月、巴戎県として成立。1928年3月改称。
- 湟源県
- 玉樹県
- 称多県:1938年2月、玉樹県称多土司地区に設置。
- 都蘭県:1917年、都蘭理事公署として成立、1931年3月に県制移行。
- 嚢謙県:1933年12月、玉樹県の一部に新設。
- 同徳県:1935年5月、貴徳県の一部に新設。
- 海晏県:1937年に湟源県の一部に海晏設治局を設置。1943年11月に県制移行。
- 興海県:1939年10月、共和県の一部に興海設治局を設置。1943年11月に県制移行。
- 祁連設治局:1939年10月、亹源県の一部に新設。
- 星川設治局:1940年7月に新設。
- 和興設治局:1938年4月、中果洛地区に設置。1946年2月廃止。
- 和順設治局:1938年4月、果洛地区に設置。1946年2月廃止。
- 西楽設治局:1940年4月、汪什代海、麦倉地区に設置。1946年2月廃止。
- 通新設治局:1939年10月、可魯克徳令哈地区に設置。1946年2月廃止。
- 香日徳設治局:香徳設治局とも。1943年、都蘭県の一部に察汗烏蘇設治局を設置、後に改称。1946年2月廃止。
- 河曲設治局:1939年に設置。1941年廃止。
- 白玉設治局:白玉寺設治局とも。1939年設置、1941年廃止。
- 哈姜設治局:1941年に設置。1943年、星川設治局に統合。
- 南屏設治局:1942年、貴徳県の一部に新設。1944年廃止。